# Fák jú, Tanár úr! 3.
A Fák jú, Tanár úr! 3. (eredeti cím: Fack ju Göhte 3) 2017-es német filmvígjáték, amelyet Bora Dagtekin írt és rendezett. A 2015-ös Fák jú, Tanár úr! 2. című film folytatása. A főbb szerepekben Elyas M’Barek és Jella Haase látható.
Németországban 2017. október 22-én, Magyarországon 2018. augusztus 23-án mutatták be a mozikban.

## Cselekménye
Lisi időközben elhagyta Zekit, és Angliába költözött. Zeki továbbra is tanárként dolgozik a iskolában, ahol megpróbálja felkészíteni a 11.b osztályt a közelgő érettségire. Miután azonban a tanulók a munkaügyi központ pályaválasztási tesztjén siralmas jövőbeli esélyeket kapnak, az amúgy sem túl nagy motivációjuk teljesen a nullára zuhan. Ezt tetézi, hogy az Oktatási és Kutatási Minisztérium ellenőrzése során fény derül az iskolában uralkodó katasztrofális állapotokra. A felelős ügyintéző, Eckhart Badebrecht azzal fenyegetőzik, hogy bezárják az iskolát, ha a helyzet nem javul. A javulást egy teljesítményteszt alapján fogják ellenőrizni a 11. évfolyamon – Zeki osztályán. Zeki különösen elszántan küzd azért, hogy a teszt jól sikerüljön, mivel Gerster igazgatónő megfenyegette: ha nem lesz javulás, akkor felfedi Zeki múltját a rendőrség előtt.
Mivel az osztály egy része még mindig teljesen demotivált volt a nunkaügyi központban tett látogatás után, és rendszeresen elkéstek az órákról, Zeki úgy döntött, hogy helymeghatározó chipeket ültet be a diákjaiba. Emellett alsó tagozatos diákokkal íratta alá az osztálya nevét különböző jövőbeli pályaálmok mellé. Ezeket a lapokat kiosztotta a diákoknak, azt a látszatot keltve, hogy ezek voltak az ő gyermekkori álmaik. Így például Chantal állítólag újságíró, Danger építész, Zeynep pedig énekesnő akart lenni. Ez óriási motivációs hullámot indított el az osztályban: mindenki megpróbált a „régi álmának” megfelelő irányba haladni. Chantal a diáklapnál, a Klassenfurz-nál lett szerkesztő, Danger festészetbe kezdett, Zeynep pedig csatlakozott az iskolai kórushoz. Amikor a diákok rájöttek a szélhámosságra, egy vad tiltakozó akcióval vágtak vissza. Emellett, miután Zeki véletlenül egy crack-kel kevert cigarettát szívott el, a diákok – mivel teljesen kezelhetetlenné vált – erőszakkal nyugtató kúpot adtak be neki. Amikor az igazgatónő megjelent az osztályban, Zeki még mindig kábult állapotban, megható szavak kíséretében beleegyezett abba, hogy egy próbaórát tartson – amit később sikeresen teljesített. Zeki beszéde után a diákok megbocsátották neki a pályaálmos átverést. Az egész osztály hatalmas erőfeszítésekkel készült a közelgő teljesítménytesztre. Még Zeki ajánlatát is visszautasították, hogy előre megnézhessék a teszt megoldásait, amelyeket Zeki korábban ellopott. Végül mindenki sikeresen teljesítette a tesztet, és ezzel együtt hivatalosan is érettségizhetek.
Chantal és Ploppi kapcsolata válságba került, mivel Ploppi képtelen volt testi intimitásra. Ploppi egy számítógép-vezérelt teljes testvibrátorral próbálta meg szimulálni az együttlétet, de ezt Ploppi nagymamájának váratlan látogatása megszakította. Végül Ploppi bevallotta Chantalnak, hogy valójában egy Amrei nevű lányba szerelmes, akinek még egy bináris kóddal írt szerelmeslevelet is készített, de sosem merte odaadni neki. Chantal felkereste Amreit, de félreértésből Amrei és barátnője egy másik, öngyilkosságra készülő lánynak nézték őt. A lányok egy internetes fórumon találkoztak, ahol közös öngyilkosságot terveztek. Chantal, aki nem értette a helyzet súlyosságát, egy régi lakóautóval a tóhoz vitte őket, ahol a motor beindításával próbálták megmérgezni magukat. Az utolsó pillanatban Chantal még tudta értesíteni Ploppit, aki Zekivel együtt, Chantal helymeghatározó chipjének segítségével, éppen időben mentette meg a három lányt. Az eset nagy visszhangot kapott a médiában, de Chantal sikeresen meggyőzte Amreit, hogy csak a Klassenfurz-ban számoljanak be az eseményekről. A diáklap így hatalmas népszerűségre tett szert, sőt exkluzív szerződést is kötött a Der Spiegellel. Zeki „chippezési” módszere is nagy médiavisszhangot kapott, aminek eredményeként a iskola szinte túlcsordult a jelentkezőktől, és progresszív elitiskolaként kezdtek rá tekinteni.
Egy évvel később sor került Zeki osztályának a ballagására. Minden diák többé-kevésbé sikeresen letette az érettségit. Chantal narrációjából kiderül, hogy ő most a Cosmopolitan-nál dolgozik újságíróként, Danger egy művészeti főiskolára jár, Laura önkéntes szociális évet tölt Afrikában, szakított Dangerrel, és egy hannoveri energiamérnök hallgatóba szeretett bele, Burak rendőr lett, Zeynep pedig egy fókákkal foglalkozó környezetvédelmi szervezetnél dolgozik. Müller tanár úr eközben új osztályt tanít, de továbbra is tartja a kapcsolatot volt diákjaival.

## Szereplők
| Szereplő                | Színész             | Magyar hang    |
| ----------------------- | ------------------- | -------------- |
| Zeki Müller             | Elyas M’Barek       | Szabó Máté     |
| Chantal Ackermann       | Jella Haase         | Csifó Dorina   |
| Biggi Enzberger         | Sandra Hüller       | Ullmann Mónika |
| Gudrun igazgatónő       | Katja Riemann       | Kovács Nóra    |
| Daniel „Danger“ Becker  | Max von der Groeben | Czető Roland   |
| Zeynep Tezel            | Gizem Emre          | Csuha Bori     |
| Burak Aytacer           | Aram Arami          | Gacsal Ádám    |
| Etienne „Ploppi“ Wagner | Lucas Reiber        | Hamvas Dániel  |
| Laura Schnabelstedt     | Anna Lena Klenke    | Laudon Andrea  |
| Meike                   | Runa Greiner        | Hermann Lilla  |
| Amrei Keiser            | Lea van Acken       | Pekár Adrienn  |
| Ingrid Leimbach-Knorr   | Uschi Glas          | Szórádi Erika  |
| Charlie                 | Jana Pallaske       | Solecki Janka  |
| Paco                    | Farid Bang          | Pál Tamás      |
| Eckhart Badebrecht      | Michael Maertens    | Megyeri János  |
| Herr Gundlach           | Bernd Stegemann     | Kajtár Róbert  |
| Kerstin                 | Corinna Harfouch    | Zsurzs Kati    |
| Ploppi nagyanyja        | Irm Hermann         |                |
| Angelika Wiechert       | Julia Dietze        |                |
| Justin                  | Anton Petzold       |                |
| Schütte                 | Tristan Göbel       |                |
| Hasko                   | Rafael Koussouris   |                |
| Jackie Ackermann        | Pamela Knaack       |                |

### Magyar változat
- Főcím: Bozai József
- Magyar szöveg: Pallinger Emőke
- Hangmérnök: Kardos Péter
- Vágó: Kajdácsi Brigitta
- Gyártásvezető: Kablay Luca
- Szinkronrendező: Marton Bernadett

A szinkront a Mafilm Audio Kft. készítette el.

## A film készítése
Elyas M’Barek és Jella Haase visszatértek főszerepeikben az első két film után. Katja Riemann, Max von der Groeben, Gizem Emre és Aram Arami szintén újra feltűntek, míg Karoline Herfurth, aki a Fák jú, Tanár úr! filmekben szerepelt, ütemezési problémák miatt kiszállt a projektből. Helyettesítésére Sandra Hüllert választották, aki hasonló szerepet alakított.

### Forgatás
A forgatás Münchenben és Kirchheim bei Münchenben zajlott. Az iskola helyszínéül az unterhachingi Lise-Meitner-Gymnasium szolgált.